# بومريم
 بو مريم  (بالإنجليزية: BOUMERIEME)‏ هي جماعة قروية تابعة لإقليم فكيك ضمن  الجهة الشرقية بالمغرب.  بلغ مجموع عدد سكان   بو مريم حسب إحصاءات 2004 حوالي  7488 نسمة  يعيشون في 1557  أسرة.

## إحصاء عام
| السنة | عدد السكان | عدد الأسر | عدد الأجانب |
| ----- | ---------- | --------- | ----------- |
| 1994  | 6629       | 1401      | °°°°        |
| 2004  | 7488       | 1557      | 0           |

## تامسلمت
دوار تامسلمت يبعد عم جماعة بومريم حوالي 7 كيلومتر 